# Keptn'
Keptn (stylizowany zapis KEPTN') – trzynasty studyjny album polskiego rapera Tedego. Płyta ukazała się 2016 roku nakładem wytwórni Wielkie Joł. Dzień przed premierą album został udostępniony bezpłatnie w formie digital stream na kanale YouTube wydawcy. Album został wyprodukowany w całości przez Sir Micha. Gościnnie w nagraniach wzięli udział: wokalistka Agi Figurska, Sylvia Grzeszna oraz jedyny raper poza samym Tede znajdujący się na płycie, będący jednocześnie jego kolegą z wytwórni - Abel.

## Wydanie i promocja
Tede podczas wywiadu w październiku 2015 r. związanego z wydawaniem Vanillahajs Edycja Premium, potwierdził, że nowa płyta ukaże się w 2016 r. Tede wyjaśnił: „Płyta to będzie w 2016 i to będzie zupełnie inna historia”. 18 czerwca 2016 roku raper wypuścił pierwszy singiel „Keptn'”, wraz z nim teledysk i ogłosił nowy album o takiej samej nazwie. Tego samego dnia także ujawnił okładkę nowego albumu. Premiera albumu została zapowiedziana na jesień 2016 r. Keptn to fonetyczny zapis angielskiego słowa "captain" (kapitan). 12 listopada 2016 roku na profilu rapera w serwisie społecznościowym instagram raper opublikował tracklistę płyty. 17 października 2016 odbyła się premiera singla „Szpanpan”, Tede promował utwór koszulkami z tytułowym napisem, wyprodukowanymi przez jego własną firmę odzieżową PLNY. Tego samego dnia ruszyła przedsprzedaż płyty a premiera albumu została ogłoszona na 2 grudnia 2016 roku. Album był umieszczony na listach Najbardziej oczekiwanych albumów 2016 według serwisów Glamrap.pl i newonce.net.
Okładka albumu została opublikowana na profilu rapera w serwisie społecznościowym Facebook 18 czerwca 2016 r. Za fotografię, tak samo jak przy poprzednich okładkach, odpowiada Łukasz Ziętek. Sesja zdjęciowa na potrzeby płyty odbyła się w Los Angeles.
Płyta była promowana teledyskami do utworów „Keptn'”, „Jupiter”, „Było warto”, „Kiedy Keptn”, „Ten Bit Jak Mobb Deep (199X)”, „Szpanpan” oraz „69 ziomeczków”.
Raper ponadto odbył trasę koncertową nazwaną Tour_bulencje odwiedzając m.in. Gdańsk, Kraków, Warszawę czy Berlin podczas których zaprezentował nagrania pochodzące z płyty.

## Nagrody i wyróżnienia
Album zadebiutował na 1. miejscu polskiej listy przebojów – OLiS i utrzymywał się na niej przez 10 tygodni. 14 grudnia 2016 roku album uzyskał w Polsce status złotej płyty sprzedając się w nakładzie 15 tys. egzemplarzy. Album znalazł się na 39 miejscu najlepiej sprzedających się albumów 2016 roku. Płyta zdobyła tytuł Album roku 2016 w plebiscycie według serwisu GlamRap.pl. Album został wyróżniony tytułem Polska Płyta Roku 2016 w Plebiscycie WuDoo i Hip-hop.pl zdobywając największą łączną liczbę głosów słuchaczy audycji i czytelników portalu.
Singiel pt. „Szpanpan” znalazł się w Top 5 najczęściej oglądanych klipów w październiku 2016 oraz dobił 1 miejsce na liście Dycha Sztosów w notowaniu stacji Hip-Hop.tv prowadzonego przez rapera Flinta.

## Lista utworów
Opracowano na podstawie materiału źródłowego.
| CD 1 1. „Intro LPNWJ” (gościnnie: Mantha) – 0:13 2. „Kiedy Keptn” – 3:18 3. „Chorizzo” – 3:24 4. „Keptn'” (gościnnie: Agi Figurska) – 4:19 5. „Polećmy razem” – 4:52 6. „Tania gafra” – 3:39 7. „Lowrider” – 4:17 8. „Jupiter” – 3:42 9. „69 ziomeczków” (gościnnie: Abel) – 4:13 10. „Szpanpan” – 4:14 11. „Zazdro” – 3:20 12. „Autowpierdol” – 2:55 13. „Najtis” (gościnnie: Sylvia Grzeszna) – 5:09 |  | CD 2 1. „Multiogarnięte” – 2:43 2. „Kwestia podejścia” – 3:24 3. „Asbest” – 3:02 4. „P.S.D.I.” – 3:05 5. „Było Warto” (gościnnie: Sylvia Grzeszna) – 3:35 6. „Robienic” – 3:12 7. „Chiński Lampion” (gościnnie: Sylvia Grzeszna) – 3:15 8. „Big Gimbin” – 3:59 9. „Keptn' Jack” – 3:36 10. „Cztery Benze” – 3:53 11. „K.I.B.M.F.” – 4:59 12. „Ten Bit Jak Mobb Deep (199X)” – 3:30 13. „P.N.K.Ś.K.J.Z.I.N.Y.Z.S.S.B.C.N.T.Z.I.J.M.Z.T.P.B.S.C.” (gościnnie: Abel) – 5:05 |

## Sprzedaż

### Pozycje w notowaniach OLiS
OLiS jest ogólnopolskim notowaniem, tworzonym przez agencję TNS Polska na podstawie sprzedaży albumów muzycznych na nośnikach fizycznych (nie uwzględnia zatem informacji o pobraniach w formacie digital download czy odtworzeniach w serwisach streamingowych).
| Tydzień | 1      | 2      | 3      | 4      | 5      | 6      | 7      | 8      | 9      | 10     |
| ------- | ------ | ------ | ------ | ------ | ------ | ------ | ------ | ------ | ------ | ------ |
| Pozycja | 1      | 21     | 20     | 19     | 21     | 20     | 35     | 36     | 37     | 29     |
| Źródło  | [ 37 ] | [ 38 ] | [ 39 ] | [ 40 ] | [ 41 ] | [ 42 ] | [ 43 ] | [ 44 ] | [ 45 ] | [ 46 ] |

| Miesiąc       | Pozycja |
| ------------- | ------- |
| Grudzień 2016 | 5       |

| Rok  | Pozycja |
| ---- | ------- |
| 2016 | 39      |

### Certyfikaty ZPAV
Certyfikaty sprzedaży są wystawiane przez Związek Producentów Audio-Video za osiągnięcie określonej liczby sprzedanych egzemplarzy, obliczanej na podstawie kupionych kopii fizycznych i cyfrowych, a także odtworzeń w serwisach streamingowych.
| Certyfikat  | Liczba egzemplarzy | Data            |        |
| ----------- | ------------------ | --------------- | ------ |
| złota płyta | 15 000             | 14 grudnia 2016 | [ 29 ] |

## Twórcy
Opracowano na podstawie materiału źródłowego.
| - Jacek „Tede” Graniecki – rap, słowa - Michał „Sir Michu” Kożuchowski – muzyka, produkcja, instrumenty klawiszowe, gitara basowa, trąbka, miksowanie, mastering, realizacja nagrań - Bartosz „Zgrywus” Deja – oprawa graficzna, wokal wspierający (CD1: 11) - Mantha – wokal wspierający (CD1: 1, 7) - Agi Figurska – wokal wspierający (CD1: 4) - Natalia Kacprzyk – wokal wspierający (CD1: 5) - Kacper Winiarek – gitara (CD1: 4, 5, 7, 8, 9, 10, 12; CD2: 2, 5, 9, 11, 13) - Łukasz Pękacki – gitara (CD1: 7, 12; CD2: 5, 11) |  | - Wojciech Pilwiński – wokal wspierający (CD2: 9) - Sylvia Grzeszna – wokal wspierający (CD1: 13; CD2: 5, 7) - Adam Tkaczyk – perkusja (CD1: 8, 9; CD2: 5) - Wiktor Flip – flet (CD1: 10) - Łukasz Ziętek – zdjęcia - Wiktor „Abel” Zapała – rap, słowa (CD1: 9; CD2: 13) - Grzegorz „Młody Grzech” Janiszewski – realizacja nagrań |